# بريجا نوفاريس
بريجا نوفاريس هي بلدية في مقاطعة نوفارا في منطقة بيدمونت الإيطالية، وتقع على بعد حوالي 90 كيلومتر (56 ميل) شمال شرق تورينو وحوالي 35 كيلومتر (22 ميل) شمال غرب نوفارا .
تقع بريجا نوفاريس على حدود البلديات التالية: بورغومانيرو وجوزانو وإنفوريو.

## روابط خارجية
- الموقع الرسمي